# Promozione Trentino-Alto Adige 1985-1986
Nella stagione 1985-1986 la Promozione era sesto livello del calcio italiano (il massimo livello regionale). Qui vi sono le statistiche relative al campionato in Trentino-Alto Adige.
Il campionato è strutturato in vari gironi all'italiana su base regionale, gestiti dai Comitati Regionali di competenza. Promozioni alla categoria superiore e retrocessioni in quella inferiore non erano sempre omogenee; erano quantificate all'inizio del campionato dal Comitato Regionale secondo le direttive stabilite dalla Lega Nazionale Dilettanti, ma flessibili, in relazione al numero delle società retrocesse dal Campionato Interregionale e perciò, a seconda delle varie situazioni regionali, la fine del campionato poteva avere degli spareggi sia di promozione che di retrocessione.

## Squadre partecipanti
| Squadra                         | Città                              |
| ------------------------------- | ---------------------------------- |
| U.S. Alense                     | Ala (Italia) (TN)                  |
| A.C. Bolzano                    | Bolzano (BZ)                       |
| S.S.V. Bressanone / Brixen      | Bressanone (BZ)                    |
| S.S.V. Brunico / Bruneck        | Brunico (BZ)                       |
| A.S. Fersina                    | Pergine Valsugana (TN)             |
| U.S. Gardolo                    | Trento (TN)                        |
| U.S. Garibaldina                | San Michele all'Adige (TN)         |
| A.S. Laives / Leifers           | Laives (BZ)                        |
| U.S. Lavis                      | Lavis (TN)                         |
| U.S. Levico Terme               | Levico Terme (TN)                  |
| F.C. Neumarkt / Egna            | Egna (BZ)                          |
| G.S. Olivolimpia                | Arco (TN)                          |
| U.S. Rotaliana                  | Mezzolombardo (TN)                 |
| U.S. Salorno / Salurn           | Salorno (BZ)                       |
| A.S.C. Sankt Martin in Passeier | San Martino in Passiria (BZ)       |
| S.C. Sankt Pauls                | Appiano sulla Strada del Vino (BZ) |

## Classifica finale
|  | Pos. | Squadra                   | Pt | G  | V  | N  | P  | GF | GS | DR  |
|  | ---- | ------------------------- | -- | -- | -- | -- | -- | -- | -- | --- |
|  | 1.   | Brunico / Bruneck Auswahl | 41 | 30 | 15 | 11 | 4  | 39 | 15 | +24 |
|  | 2.   | Laives / Leifers          | 37 | 30 | 12 | 13 | 5  | 36 | 25 | +11 |
|  | 3.   | Sankt Martin Passeier     | 37 | 30 | 13 | 11 | 6  | 26 | 15 | +11 |
|  | 4.   | Bressanone / Brixen       | 37 | 30 | 13 | 11 | 6  | 31 | 24 | +7  |
|  | 5.   | Levico Terme              | 33 | 30 | 10 | 13 | 7  | 28 | 19 | +9  |
|  | 6.   | Pergine Valsugana         | 32 | 30 | 10 | 12 | 8  | 25 | 27 | -2  |
|  | 7.   | Garibaldina               | 29 | 30 | 9  | 11 | 10 | 26 | 33 | -7  |
|  | 8.   | Salorno / Salurn          | 27 | 30 | 8  | 11 | 11 | 34 | 34 | 0   |
|  | 9.   | Lavis                     | 27 | 30 | 8  | 11 | 11 | 26 | 30 | -4  |
|  | 10.  | Gardolo                   | 27 | 30 | 6  | 15 | 9  | 22 | 30 | -8  |
|  | 11.  | Neumarkt / Egna           | 26 | 30 | 7  | 12 | 11 | 28 | 40 | -12 |
|  | 12.  | Bolzano                   | 26 | 30 | 7  | 12 | 11 | 29 | 36 | -7  |
|  | 13.  | Alense                    | 26 | 30 | 10 | 6  | 14 | 30 | 36 | -6  |
|  | 14.  | Rotaliana                 | 26 | 30 | 7  | 12 | 11 | 23 | 28 | -5  |
|  | 15.  | Sankt Pauls               | 26 | 30 | 10 | 6  | 14 | 34 | 36 | -2  |
|  | 16.  | Olivolimpia               | 23 | 30 | 6  | 11 | 13 | 26 | 35 | -9  |